# Festetics-kastély (Balatonkeresztúr)
A balatonkeresztúri Festetics-kastély Somogy vármegye vadászkastélyainak egyike, a Festetics család építtette. Földszintes, barokk stílusú kastély - északi oldalán manzárdtetős emeleti szárnnyal - a 18. század húszas éveiben épült. A Christoph Hofstädter által tervezett kastély (inkább kúria) szállóként üzemel. Itt lakott 1731-ben, Festetics Kristóf vendégeként Bél Mátyás, kora kiváló polihisztora, aki itt vetette papírra Somogy vármegyei utazásának emlékeit. Az épület falán pirogránitból készült Zsolnay-táblán a híres tudós arcképe látható. A keszthelyi kastély elkészülte után az uradalom intézői laktak falai között.

## Képek

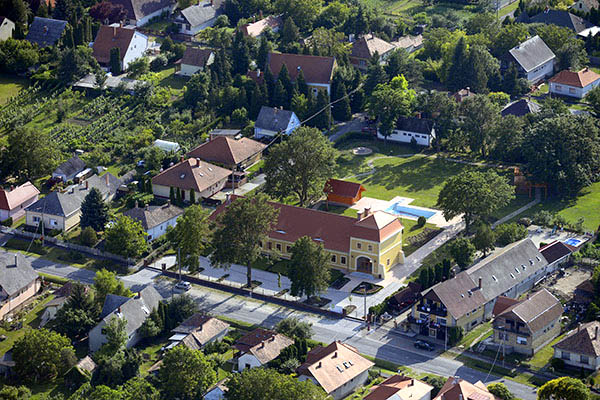
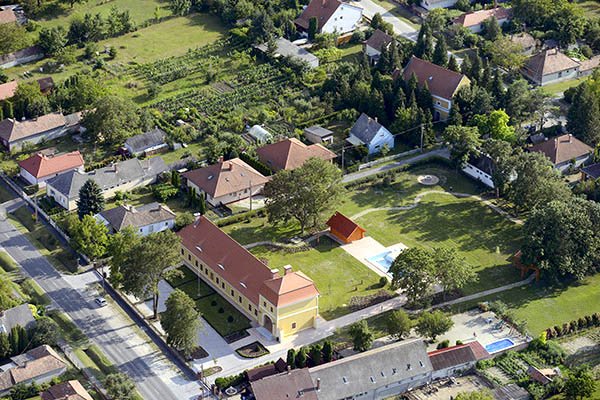
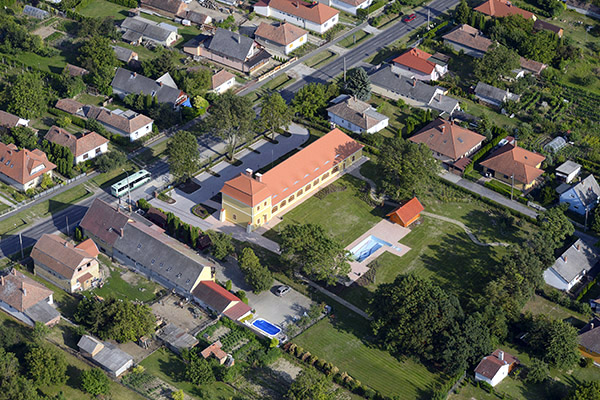